# 요하이 벤클러

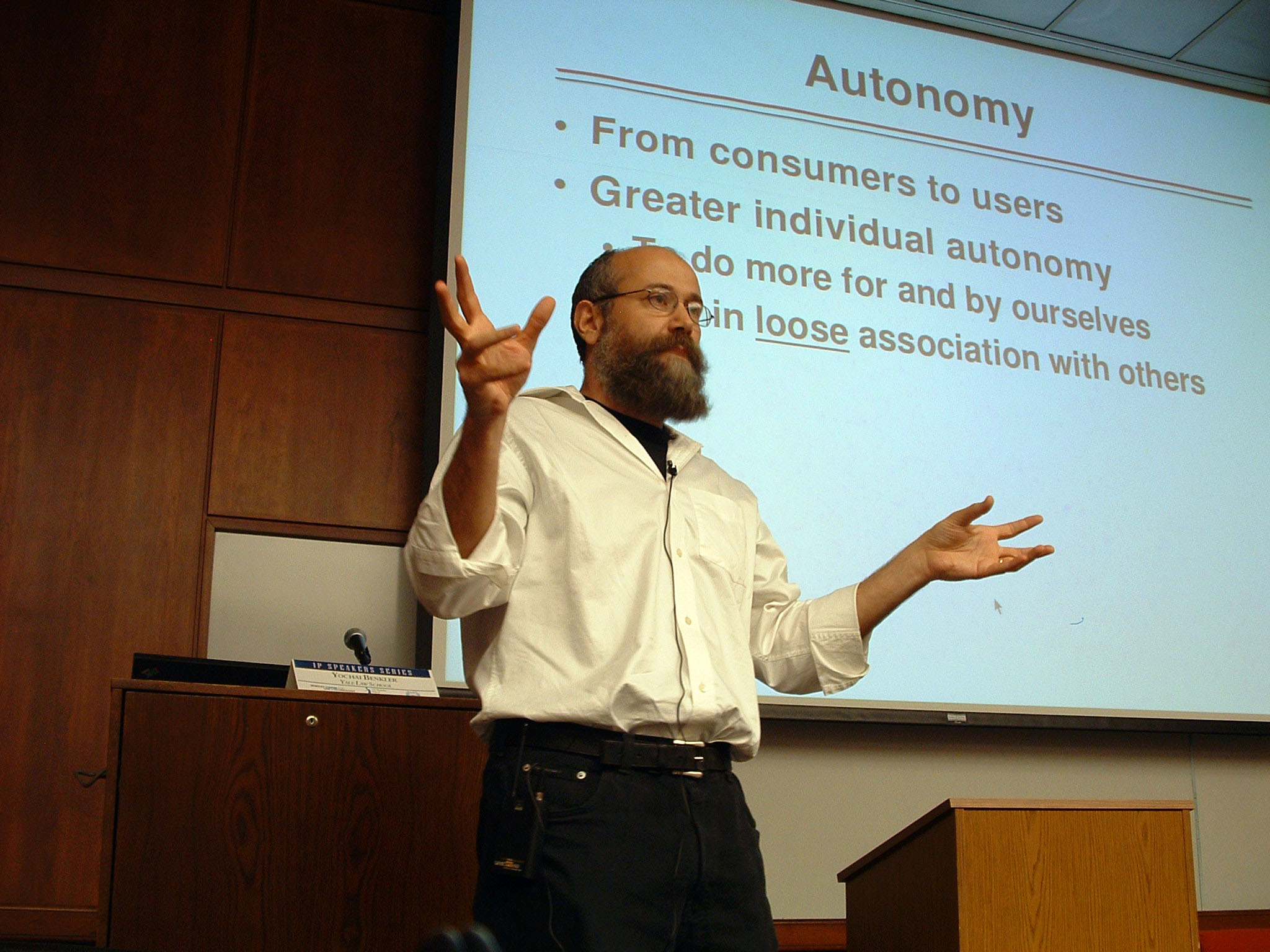
2006년 캘리포니아 대학교 버클리 로스쿨에서 연설하고 있는 요하이 벤클러

요하이 벤클러(Yochai Benkler, 1964년 ~ )는 이스라엘계 미국인 작가이자 하버드 로스쿨 교수이다. 하버드 대학교의 버크만 센터(Berkman Center for Internet & Society)의 공동 이사(faculty co-director)이기도 하다.

## 생애
텔아비브 대학교에서 법학 학사(LL.B.) 학위를 1991년에 취득한 후 곧바로 미국 하버드 로스쿨로 유학을 가서 1994년에 법무박사(J.D.) 학위를 취득했다. 그 후 로펌 롭스 앤 그레이 보스턴 본사에서 1년간 일한 후 스티븐 브라이어(Stephen Breyer) 연방대법관 밑에서 재판연구관(law clerk)으로 1995년부터 1996년까지 일했다. 그 후 뉴욕대학교 로스쿨의 교수로 1996년부터 2003년까지 재직했고 2003년에 예일 로스쿨로 이직하여 그곳에서 2007년까지 근무했다. 2007년에 하버드 로스쿨 교수가 되었다. 현재 하버드 법학도들을 가르치면서, 인터넷과 사회를 연구하는 하버드 대학교 버크만 센터의 공동 이사(faculty co-director)로써 활발한 연구 활동을 하고 있다. 기술법, 인터넷과 네트워크 관련 연구로 유명하며 'commons-based peer production'이라는 단어를 만든 것으로 잘 알려져 있다.